# 터닝메카드 W: 반다인의 비밀
《터닝메카드 W: 반다인의 비밀》은 2018년 2월 8일 개봉한 대한민국의 애니메이션 두번째 작품이다.

## 세력
- 트라이포스
  - 블루랜드
  - 레드홀
  - 블랙미러
  - 미지의 마을
- 미래 세력
- 이차원

## 제작진
- 감독: 홍헌표
- 각본: ATSUSHI
- 제작: 최종일, 김선태, 이남훈, 심혜원
- 촬영: 한국주
- 음악: 김정아
- 편집: 고재식
- 음향: 김학래, 김세광, 조일오
- 미술: 봉하권
- 특수효과: 박환수, 김석원
- 기타: 유봉현, 엄익현, 김영훈, 임채길, 김다인, 정미영, 지태욱, 김민준
- 기획: 이노션월드와이드, 손오공
- 제작: ㈜희원엔터테인먼트
- 배급: 씨네그루(주)키다리이엔티
- 제공: 조이앤시네마, ㈜희원엔터테인먼트, ㈜초이락컨텐츠컴퍼니
- 공동제공: (주)케이알씨지, 씨네그루(주)키다리이엔티